# Saint-Bonnet-de-Chirac
Saint-Bonnet-de-Chirac – miejscowość i gmina we Francji, w regionie Oksytania, w departamencie Lozère. W 2013 roku populacja gminy wynosiła 78 mieszkańców. Przez teren gminy przepływają rzeki Lot i Colagne. 